# Riu de la Sénia
Der Riu de la Sénia (Katalanisch, früher auch als Riu d’Ulldecona bekannt; Spanisch: Río Cenia) ist ein 49 Kilometer langer Fluss in den spanischen Provinzen Castellón und Tarragona. Auf der größten Strecke seines Laufs bildet er die Grenze zwischen  beiden Provinzen beziehungsweise zwischen den Regionen Valencia und Katalonien.

## Verlauf
Seine Quelle liegt 1200 Meter hoch in den Bergen der Ports de Tortosa-Beseit im Munizip La Pobla de Benifassà in der Comarca Maestrazgo.

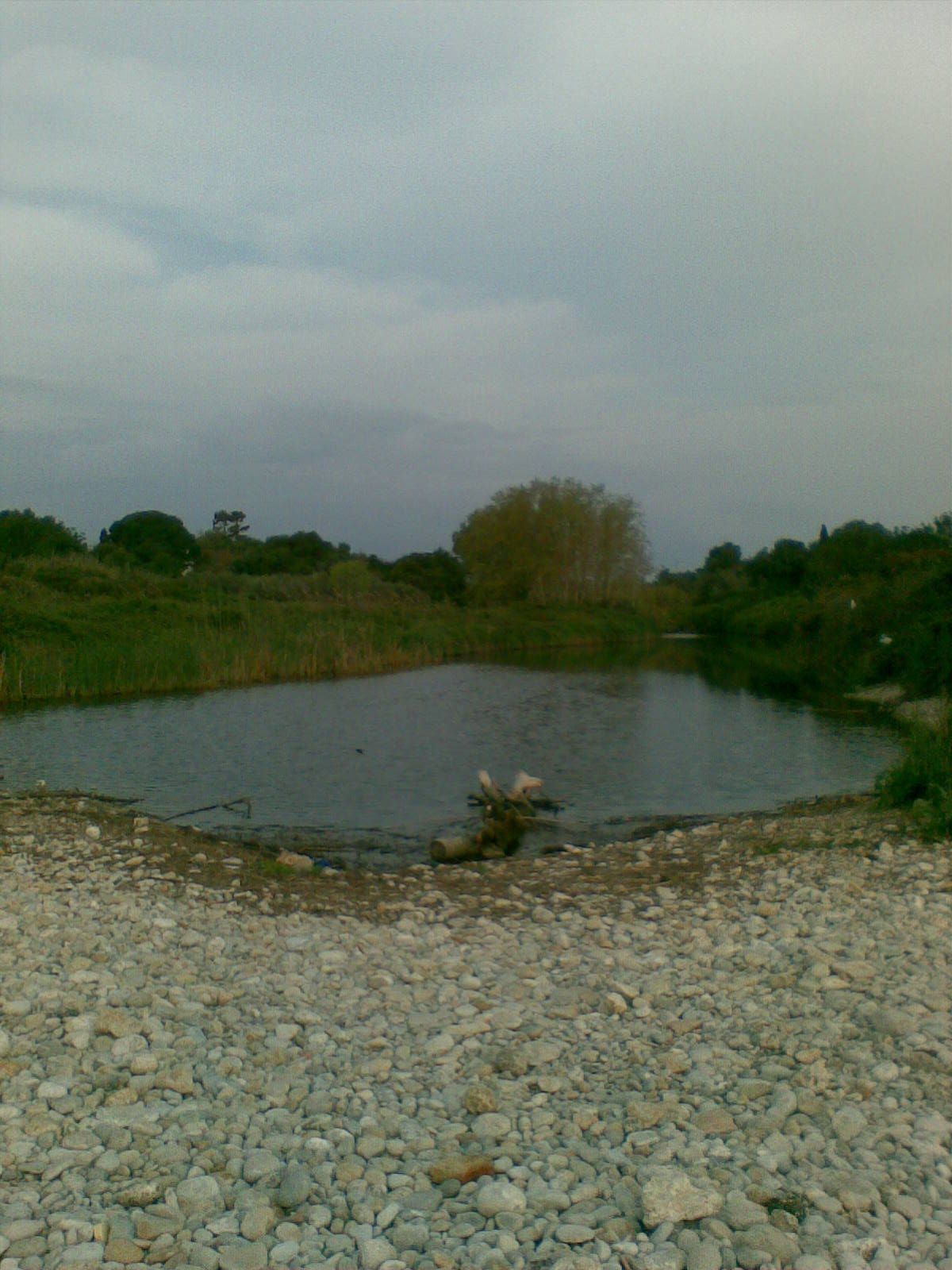
Der Riu de la Sénia im Mündungsbereich

Seine Wasser sind dann auf 477 Metern in der Talsperre Ulldecona aufgestaut, noch immer im Municipio von Puebla de Benifasar. Dieser Stausee ist mit einer Fläche von 116 Hektar und einer Kapazität von 11 Millionen m³ die einzige Regulierung des Flusses und dient der Bewässerung.
Ab dem Stausee durchläuft der Fluss Passagen mit großem Gefälle, was zu einer starken Sauerstoffanreicherung führt, 
und sehr üppiger Vegetation sowie Lebensraum für viele Fische. Später, vor der Ankunft in La Sénia in der Comarca Montsià, gibt es Abzweigungen für die Bewässerung, die in diesem Bereich 2360 Hektar erreicht.
Kurz vor La Sénia (die Ortschaft gehört zur Provinz Tarragona) erreicht der Fluss die Grenze zwischen Katalonien und Valencia, ab dann bis zu seiner Mündung bildet er die Grenze zwischen diesen beiden Regionen.
Ab diesem Zeitpunkt erhält der Sénio praktisch keine natürlichen Zuflüsse mehr und die Wasserqualität verschlechtert sich erheblich.
Nahe der Ortschaft Alcanar tritt er in die Ebene von Vinaròs ein, die er bis zu seiner Mündung ins Mittelmeer durchquert.